# Judgment Day: In Your House
Judgment Day: In Your House è stata la venticinquesima edizione del pay-per-view di wrestling In Your House, prodotto dalla World Wrestling Federation.
L'evento si è svolto il 18 ottobre 1998 al Rosemont Horizon di Rosemont. È stato il primo pay-per-view chiamato Judgment Day. L'evento vendette 18.153 biglietti, per un ricavo di 357.050 dollari.

## Storyline
Breakdown: In Your House si concluse con The Undertaker e Kane schienando l'allora WWF Champion Steve Austin. Vince McMahon ritirò il titolo e la notte seguente a Raw Is War invitando The Undertaker e Kane nel ring per incoronare il nuovo campione, cercando di dare il titolo a entrambi. Austin arrivò con uno zamboni attaccando McMahon prima di essere arrestato e scortato dalla polizia. Successivamente, McMahon si sottrasse nel premiare i due fratelli dichiarando che Kane e The Undertaker non essere stati all'altezza di proteggerlo da Austin. Invece, annunciò che i due si sarebbero dovuti affrontare e nominò Steve Austin arbitro speciale dell'incontro. In seguito, McMahon insultò Kane e The Undertaker definendoli "handicappati" fisicamente e mentalmente per poi fargli il gesto del dito medio, ma venne attaccato dai due che gli rupperono una gamba con i gradoni di acciaio.
Austin dichiarò che non avrebbe collaborato con McMahon e il 12 ottobre a Raw Is War, in un promo disse che l'unica mano che avrebbe sollevato in segno di vittoria sarebbe stata la sua. McMahon rispose dicendo che se non avrebbe svolto il suo ruolo, avrebbe licenziato pubblicamente Austin.
Dustin Runnels iniziò a predicare uno stile evangelistico disapprovando le controversie dell'Attitude Era, specialmente i contenuti a tema sessuale. Nella puntata di Sunday Night Heat del 13 settembre, Runnels arrivò dalla folla e attaccò Val Venis, che interpretava il personaggio della pornostar e secondo le sue visioni non era adatto. La notte seguente a Raw Is War, Venis rispose mostrando uno dei suoi film intitolato "The Preacher's Wife", che mostrò Venis con la moglie di Runnels, Terri Runnels. A Breakdown: In Your House, Vneis sconfisse Runnels. La notte seguente a Raw, Runnels rivelò la natura del suo evangelistico messaggio con la scritta "He is coming", facendo presagire il ritorno del suo vecchio personaggio Goldust.
Infuriato per essere stato mandato all'ospedale da Kane e The Undertaker, Vince McMahon tornò al lavoro e tolse l'Intercontinental Championship a Triple H a causa di un infortunio al ginocchio. Fu organizzato un torneo che si tenne la settimana seguente a Raw Is War, vinto da Ken Shamrock.
Dopo aver perso l'European Championship contro X-Pac il 21 settembre a Raw Is War, D'Lo Brown ottenne la rivincita e vinse il titolo sconfiggendo X-Pac grazie all'aiuto di Mark Henry.

## Risultati
| #    | Risultati | Stipulazioni                                                                | Durata |
| ---- | --- | --------------------------------------------------------------------------- | ------ |
| Heat | Steve Blackman ha sconfitto Bradshaw                                                                                   | Single match                                                                | 02:58  |
| Heat | The Oddities (Giant Silva, Kurrgan e Golga) hanno sconfitto Los Boricuas (Jose Estrada, Miguel Pérez e Jesús Castillo) | Tag team match                                                              | 02:32  |
| Heat | The Godfather ha sconfitto Faarooq                                                                                     | Single match                                                                | 01:55  |
| Heat | Scorpio ha sconfitto Jeff Jarrett                                                                                      | Single match                                                                | 03:42  |
| 1    | Al Snow (con Head) ha sconfitto Marc Mero (con Jacqueline)                                                             | Single match                                                                | 07:12  |
| 2    | L.O.D. 2000 (Hawk, Animal) e Droz hanno sconfitto The Disciples of Apocalypse (8-Ball, Skull e Paul Ellering           | Six-man tag team match                                                      | 05:04  |
| 3    | Christian (con Gangrel) ha sconfitto Taka Michinoku (c) (con Yamaguchi-san)                                            | Single match per il WWF Light Heavyweight Championship                      | 08:34  |
| 4    | Goldust ha sconfitto Val Venis (con Terri Runnels)                                                                     | Single match                                                                | 12:05  |
| 5    | X-Pac (con Chyna) ha sconfitto D'Lo Brown (c)                                                                          | Single match per il WWF European Championship                               | 13:50  |
| 6    | The Headbangers (Mosh e Thrasher) sconfiggono The New Age Outlaws (Billy Gunn e Road Dogg) (c) per squalifica          | Tag team match per i WWF Tag Team Championship                              | 14:00  |
| 7    | Ken Shamrock (c) ha sconfitto Mankind                                                                                  | Single match per il WWF Intercontinental Championship                       | 14:35  |
| 8    | Mark Henry ha sconfitto The Rock                                                                                       | Single match                                                                | 05:06  |
| 9    | Kane vs. The Undertaker termina in un no contest                                                                       | Single match per il WWF Championship con Steve Austin come arbitro speciale | 17:35  |